# 川崎市上下水道局長沢浄水場
川崎市上下水道局長沢浄水場（ながさわ じょうすいじょう）は、日本の神奈川県川崎市多摩区にある、川崎市上下水道局の浄水場で、川崎市内に供給される水道水、工業用水道水を処理・供給している。隣接して東京都水道局の長沢浄水場がある。（所在地上は同一）
相模川を水源とし、施設能力は水道10万㎥／日、工業用水道10万㎥／日の浄水場として、昭和29年に通水を開始した。その後、市域の拡大や水需要の増大に併せて数次の拡張を行い、上水道24万㎥／日、工業用水道25万㎥／日の施設となった。
平成18年度から開始した水道事業の再構築計画により、上水道の施設能力を28万㎥／日とする施設整備を進めている。再構築計画の完成度には川崎市上下水道局が管理する唯一の水道水を供給する浄水場となる。（工業用水道水は長沢浄水場のほか、生田浄水場でも供給をする。また川崎市内への水道水の供給は神奈川県内広域水道企業団の運営する西長沢浄水場（旧潮見台浄水場と同敷地）でも行っている。）
隣接する東京都水道局長沢浄水場へは当浄水場の着水井から分水をしている。

## 水系
相模川水系を利用する。取水地点は津久井湖の沼本ダムである。

## 供給区域
川崎市の一部。

## アクセス方法
バス
- ■小田急小田原線 ■向ヶ丘遊園駅 北口下車。
  - 1番乗り場から小田急バス（向11系統）あざみ野駅行に乗り、13分。浄水場入口停留所下車。
  - 1番乗り場から小田急バス（向12系統）聖マリアンナ医科大学行に乗り、13分。浄水場入口停留所下車。
- ■東急田園都市線 ■あざみ野駅 西口下車。
  - 1番乗り場から小田急バス（向11系統）向ヶ丘遊園駅行に乗り、31分。浄水場入口停留所下車。
  - 1番乗り場から小田急バス登戸営業所行に乗り、17分。浄水場入口停留所下車。